# Zainab Shinkafi Bagudu
 (septembre 2024).
Zainab Shinkafi Bagudu, née le 27 mars 1968  à Lagos, est une militante mondiale contre le cancer surtout auNigéria,,,,. Elle est contributrice/chroniqueuse au Blueprint Newspaperet aussi pédiatre consultante.

## Biographie

### Enfance et éducation
Zainab est la fille de Rakiya Shinkafi et Umaru Shinkafi, un ancien policier. Ella fait ses études primaires au Queens College de Lagos et obtient son diplôme en 1984. Diplômée d'un MBBS (Bachelor of Medicine) à l'Université Ahmadu Bello. Zaria, elle passe une maîtrise en pédiatrie, diplôme en santé des enfants tropicaux et devient membre du Royal College of Pediatrics and Child Health de Londres,.

## Plaidoirie contre le cancer et philanthropie
Elle fonde la Medicaid Cancer Foundation et s'engage pendant 15 ans à sensibiliser et à lutter contre le cancer, particulièrement sur son impact sur les femmes et les enfants au Nigeria,,,,,,. La fondation Medicaid Cancer Foundation se concentre principalement sur des initiatives de sensibilisation à travers une marche annuelle de sensibilisation au cancer d'un million de participants au Nigeria et une marche de sensibilisation accompagnée de la campagne #WalkAwayCancer sur les réseaux sociaux. De plus, la fondation offre gratuitement de nombreux dépistages et traitements contre le cancer,,,.
Elle devient membre du conseil d'administration de l'Union internationale contre le cancer (UICC) et du conseil consultatif de la Global Initiative Against HPV and Cervical Cancer (GIAHC); elle intègre la Nigerian Cancer Society et de l'American Society for Clinical Oncology. Le groupe de travail technique de l'Initiative mondiale sur le cancer du sein de l'OMS et la Coalition mondiale contre le cancer de l'ovaire dont elle est ambassadrice ont également beaucoup contribué dans sa mission de sensibilisation sur le cancer,,.

## Prix et distinctions
- 2018: Prix du mérite pour son plaidoyer infatigable par la Nigeria Medical Association (NMA)[27],[28]
- 2016: Prix Silverbird de l'Homme de l'année pour ses réalisations spéciales[29]
- Prix du leader distingué en santé mondiale Global[30]

## Vie privée
Bagudu a deux enfants de son union avec le sénateur Abubakar Atiku Bagudu, ministre nigérian du budget et de la planification nationale et ancien gouverneur de l'État de Kebbi.